# Lelio Peirano
Lelio Peirano (Verzuolo, 1921 – Saluzzo, 4 aprile 2010) è stato un partigiano italiano.
Partigiano della 181ª Brigata Garibaldi Mario Morbiducci con il nome di battaglia "King", fu tra i primi a salire in valle Varaita e costituire i primi nuclei partigiani, assieme a Angelo Boero.
Il 21 agosto 1944 scampò alla rappresaglia di Melle mentre il suo compagno Giuseppe Lattanzi di diciotto anni, venne colpito a morte mentre era con lui a sorvegliare l'avanzata nemica.
Partecipò al recupero delle salme dei caduti dell'eccidio di Valmala e a numerose altre operazioni con la 181ª Brigata Garibaldi Mario Morbiducci.
Nel dopoguerra costituì la sezione ANPI di Verzuolo di cui è stato presidente fino alla morte, avvenuta il 4 aprile 2010.